# Helicia commutata
Helicia commutata är en tvåhjärtbladig växtart som beskrevs av Herman Otto Sleumer. Helicia commutata ingår i släktet Helicia och familjen Proteaceae. Inga underarter finns listade i Catalogue of Life.